# Цумдик, Ральф
Ральф Цумдик (нем. Ralf Zumdick; 10 мая 1958, Мюнстер, ФРГ) — немецкий футболист, тренер.

## Биография
Будучи футболистом выступал на позиции вратаря. Почти всю свою карьеру провел в «Бохуме», за который Цумдик провел девять сезонов в Бундеслиге. В 1988 году во время одного из матчей голкипер взялся пробить пенальти. С одиннадцатиметровой отметки он переиграл легендарного вратаря «Нюрнберга» Андреаса Кёпке. Этот гол стал для него единственным в карьере. Вызывался во вторую и олимпийскую сборную Германии.
Закончив играть, Цумдик вошел в тренерский штаб «Бохума». С 1999 по 2001 год он самостоятельно руководил клубом. Ему удалось вывести его в Бундеслигу, однако по ходу неудачного сезона в элите он был уволен. Во второй половине 2003 года немец возглавлял сборную Ганы. На этом посту он сменил соотечественника Буркхарда Цизе. При Цумдике в составе африканцев заиграл будущий лидер «черных звезд» Асамоа Гьян.
Долгие годы специалист работал ассистентом в разных командах у Томаса Долля. Дольше всего немецкий тренерский тандем продержался в венгерском «Ференцвароше». С ним они выигрывали все национальные титулы, спустя годы вернув команду в число сильнейших в стране.

## Достижения

### Футболиста
- Финалист Кубка Германии (1): 1987/88.
- Финалист Кубка Интертото (1): 1987.
- Победитель Второй Бундеслиги (1): 1993/94.

### Тренера
- Серебряный призер Второй Бундеслиги (выход в Бундеслигу) (1): 1999/00.

### Ассистента
- Чемпион Венгрии (1): 2015/16.
- Обладатель Кубка Венгрии (3): 2014/15, 2015/16, 2016/17.
- Обладатель Кубок Лиги Венгрии (1): 2014/15.
- Обладатель Суперкубок Венгрии (2): 2015, 2016.